# Skakovci
Skakovci este o localitate din comuna Cankova, Slovenia, cu o populație de 217 locuitori.